# Luz Ribeiro
Luciana Ribeiro (São Paulo, 1988), conhecida pelo nome artístico de Luz Ribeiro, é uma poetisa e pedagoga brasileira.
Nasceu em Jardim Souza, na Zona Sul de São Paulo, e estudou sempre em escolas públicas. Para lidar com o racismo e a exclusão, começou a escrever versos sobre seu cotidiano, em papéis que depois queimava. Em 2011, começou a frequentar saraus na periferia da cidade e a participar de slams. Venceu o Slam BR de 2016. Foi uma das organizadoras da edição paulista do Slam das Minas.
Lançou em 2013 seu primeiro livro, Eterno Contínuo.
Integrante dos coletivos Poetas Ambulantes, Slam Do 13 e Legitima Defesa, representou o Brasil na 11ª edição da Copa do Mundo de Slam, em Paris, em 2017.

## Obras
- 2013 - Eterno Contínuo (Selo do Burro)
- 2017 - Estanca e Espanca (Ed. Quirino)